# Бено фон Майсен
Бено фон Майсен (на немски: Benno von Meißen; * ок. 1010, Хилдесхайм; † 16 юни 1106, Майсен) е от 1066 до 1106 г. 10. епископ на Майсен в Германия и е почитан като Светия на 16 юни.

## Биография
Бено е син на граф Вернер фон Волденберг. Той получава добро образование в Гослар.
Бено е каноник в Гослар. През 1028 г. става монах, през 1040 г. е ръкоположен за свещеник. През 1066 г. е избран за епископ на Майсен.
През 1073 г. по време на Саксонската война е обвинен и затворен за държавно предателство от крал Хайнрих IV. Бено моли през 1077 г. за прошка и е освободен и има право да се върне в своето епископство.
На 31 май 1523 г. е обявен за Светия от папа Адриан VI. Бено е патрон-закрилник на Мюнхен и на днешния диоцез Дрезден-Майсен. Освен това той е Светия закрилник на рибарите и тъкачите.